# Nõmba
Nõmba (Duits: Nomba) is een plaats in de Estlandse gemeente Hiiumaa, provincie (en eiland) Hiiumaa. De plaats heeft de status van dorp (Estisch: küla).
Tot in oktober 2017 behoorde Nõmba tot de gemeente Pühalepa. In die maand werd de fusiegemeente Hiiumaa gevormd, waarin Pühalepa opging.

## Bevolking
Het dorp had 50 inwoners op 31 december 2011 en 44 inwoners op 31 december 2021.

## Ligging
De plaats ligt ca. 9 km ten zuidoosten van de provinciehoofdstad Kärdla. De Tugimaantee 81, de secundaire weg van Kärdla naar Käina, komt door Nõmba.
Het dorp ligt in een karstgebied.

## Geschiedenis
Nõmba werd voor het eerst vermeld in 1609 onder de naam Nomba Cristen. In 1688 werd het dorp Nompaby of Nemba genoemd en in 1798 Nömba. Het dorp lag op het landgoed Großenhof (Suuremõisa).